# Berlinski steber zmage
Steber zmage (nemško Siegessäule izgovorjava [ˈziːɡəsˌzɔɪ̯lə] ) je spomenik v Berlinu v Nemčiji. Zasnoval ga je Heinrich Strack po letu 1864 v spomin na prusko zmago v drugi dansko-nemški vojni. Do otvoritve 2. septembra 1873 je Prusija prav tako premagala Avstrijo in njene nemške zaveznike v avstrijsko-pruski vojni (1866) in Francijo v francosko-pruski vojni (1870–71), s čimer je kip dobil nov namen. Za razliko od prvotnih načrtov so te poznejše zmage v združitvenih vojnah navdihnile dodatek bronaste skulpture Viktorije, rimske boginje zmage, visoke 8,3 metra, ki jo je oblikoval Friedrich Drake, s čimer je steber zmage dobil trenutno višino 67 m.
Berlinčani so kipu dali vzdevek Goldelse, kar pomeni nekaj takega kot 'Zlata Lizzy'. Steber zmage je glavna turistična atrakcija v mestu Berlin. Njena razgledna ploščad, za katero je potrebna vstopnica, ponuja pogled na Berlin.

## Zgodovina, oblikovanje in vplivi

### Oblikovanje
Podstavek je sestavljen iz poliranega rdečega švedskega granita, ki meri 18,8 kvadratnih metrov in je visok 7,2 metra. Podnožje vsebuje štiri bronaste reliefe, ki prikazujejo prizore treh zmag. Merijo 12 metrov v širino in 2 metra v višino, oblikovali pa so jih Moritz Schulz, Karl Keil, Alexander Calandrelli in Albert Wolff. Na dnu je okrogla dvorana s 16 granitnimi stebri, visokimi 4,7 metra. Vzdolž oboda dvorane je stekleni mozaik, ki ga je oblikoval Anton von Werner. Nad to dvorano se dvigajo štirje stebri iz peščenjaka, pri čemer prvi trije vsebujejo po 20 pozlačenih topovskih cevi, 12 funtov iz danske zmage, 8 funtov iz avstrijske zmage in 4 funte iz francoske zmage. Na vrhu četrtega stebra iz peščenjaka je 8,52 metra visoka pozlačena bronasta zmaga.
Reliefni okras je bil odstranjen leta 1945. Ob 750. obletnici Berlina leta 1987 ga je obnovil takratni francoski predsednik François Mitterrand.

### Lokacije
Steber zmage je prvotno stal na Königsplatzu (danes Platz der Republik). Leta 1938/1939 so nacisti v okviru priprave monumentalnih načrtov za preoblikovanje Berlina v Welthauptstadt Germania steber prestavili na njegovo sedanjo lokacijo pri Großer Stern (Velika zvezda). Hkrati so steber povečali še za 6,5 metra in je tako dosegel sedanjo višino 66,89 metra. Drugo svetovno vojno je spomenik preživel brez večjih poškodb. Steber, obdan z uličnim krogom, je po načrtih Alberta Speera dostopen tudi pešcem skozi štiri tunele. Spiralno stopnišče vodi do razgledne ploščadi pod kipom.

## Zgodovinski pomen
Med bitko za Berlin leta 1945 so sovjetske čete stebru dale vzdevek 'Visoka ženska'. Enote poljske vojske, ki so se borile skupaj s svojimi sovjetskimi zavezniki, so 2. maja 1945 ob koncu bitke za Berlin na stebru izobesile poljsko zastavo.
Med zavezniško zmagovalno parado leta 1945 so francoske enote na vrh stebra na kipu dvignile francosko trobojnico.
Služila je kot kraj govora Baracka Obame v Berlinu kot ameriškega predsedniškega kandidata med njegovim obiskom v Nemčiji 24. julija 2008.

## V popularni kulturi
Zlati kip na vrhu stebra, ki ga je leta 1873 ulila livarna Aktien-Gesellschaft Gladenbeck v Berlinu, je bil prikazan v glasbenem videu pesmi U2 iz leta 1993 Stay (Faraway, So Close!).
V Wings of Desire Wima Wendersa (1987) je steber eden od mnogih visokih mest v mestu, kjer angeli sedijo in gledajo navzdol.
V letih techno Love Parade je bil steber zbirališče, kjer je veliko število ljudi plesalo skupaj.
Berlinska četrt mesečna revija Siegessäule je dobila ime po spomeniku, ustanovljena leta 1984 kot gejevska publikacija. Berlin Pride (parada CSD) običajno vključuje steber na svoji poti zaradi simbolike.
Spomenik je ena od številnih znamenitosti, ki so bile obiskane na tečaju »Berlinske obvoznice« v Mario Kart Tour (od leta 2021) in pozneje v Mario Kart 8 Deluxe (od 2022).
- Steber zmage v prvotni velikosti in na lokaciji, na Königsplatzu nasproti Reichstaga, leta 1900
- Poljska zastava, dvignjena na vrhu Berlinskega stebra zmage 2. maja 1945
- Francoska trobojnica, dvignjena na vrhu Stebra zmage med zavezniško parado zmage leta 1945
- Pogled s ploščadi Stebra zmage proti Brandenburškim vratom